# 紅い糸
「紅い糸」（あかいいと）は、2007年9月19日に発売された藤あや子のシングルである。

## 解説
- デビュー20周年記念シングル第一弾。
- 第59回NHK紅白歌合戦・第64回紅白歌合戦出場曲。

## 収録曲
- 全曲作曲：小野彩

1. 紅い糸
  - 作詞：小野彩／編曲：宮崎慎二
2. 雪のみちのく
  - 作詞：三浦康照／編曲：前田俊明
3. 紅い糸（オリジナル・カラオケ）
4. 雪のみちのく（オリジナル・カラオケ）